# Kripan
Kripan község Spanyolországban, Arabában. Lakosainak száma 178 fő (2024).

## Földrajza
Kripan Laguardia, Bernedo, Lapoblación, Lanciego/Lantziego, Elvillar/Bilar és Yécora/Iekora községekkel határos.

## Népesség
A település lakosságának változását az alábbi diagram mutatja:
| Lakosok száma | 185  | 190  | 188  | 194  | 197  | 188  | 186  | 180  | 175  | 178  |
|               | 2001 | 2004 | 2006 | 2009 | 2011 | 2014 | 2016 | 2019 | 2021 | 2024 |